# Krhová (železniční zastávka)
Krhová je železniční zastávka, která se nachází v jižní části obce Krhová v okrese Vsetín. Leží v km 2,215 železniční trati Valašské Meziříčí – Rožnov pod Radhoštěm mezi stanicí Valašské Meziříčí a dopravnou Střítež nad Bečvou.

## Historie
Zastávka nevznikla přímo s otevřením trati v roce 1892, ale byla vybudována až později.

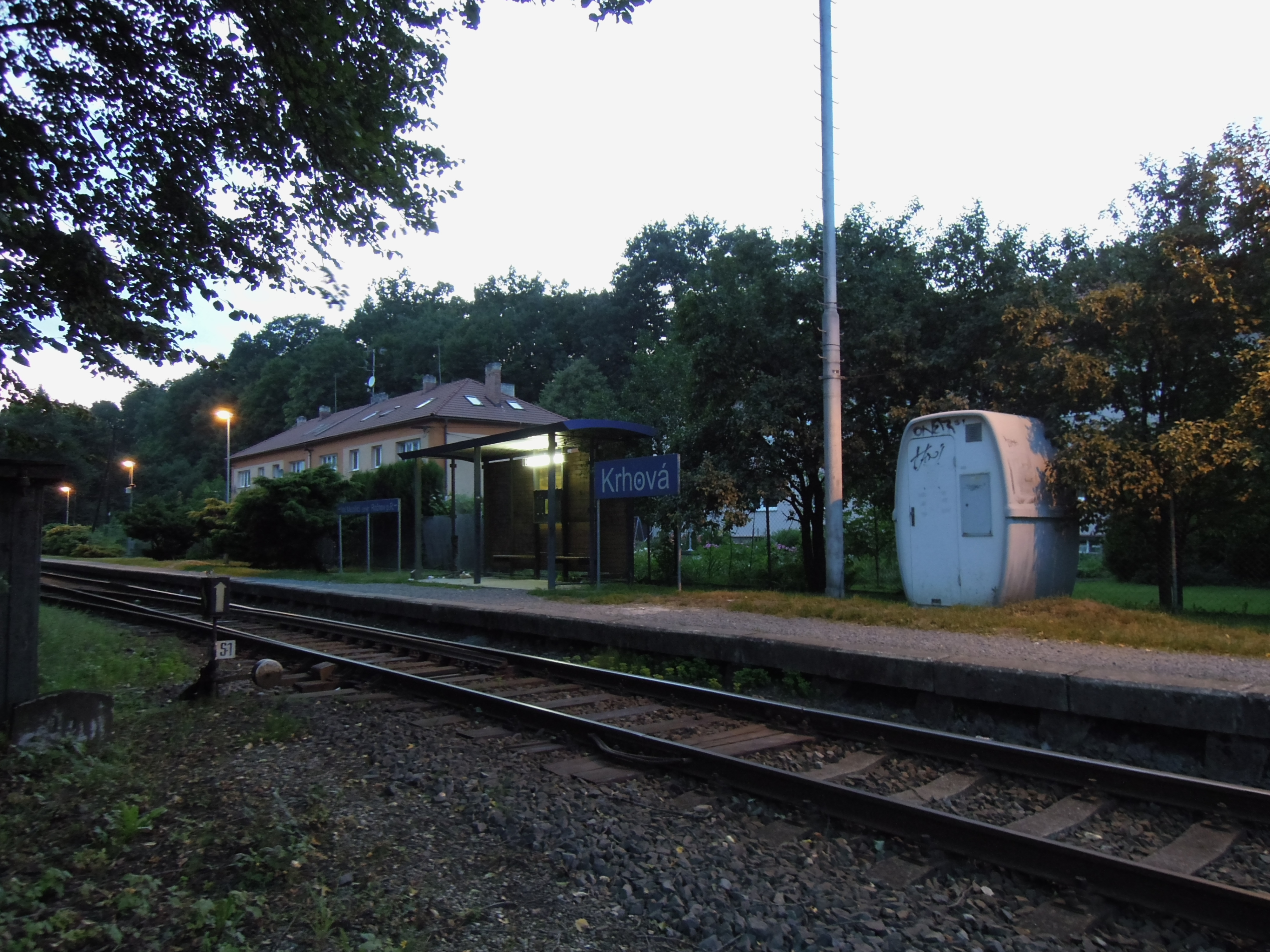
Zastávka v roce 2011, ještě s odbočnou výhybkou do skláren

V roce 1894 bylo v místě zastávky vybudováno napojení vlečky do Reichových skláren v Krásně nad Bečvou (pozdější závod Českomoravských skláren, od 60. letech 20. století podnik Osvětlovací sklo. Na přelomu let 2013 a 2014, tehdy již v rukách společnosti SCHOTT CR, byla část vlečky zklividována. V roce 2018 byla nevyužívaná vlečka zcela odpojena od železniční sítě, zanikla tak i odbočná výhybka S1 v km 2,241.
Nedaleko zastávky byla počátkem 60. let 20. století napojena vlečka Sdělovacích a zabezpečovacích dílen ČSD. Odbočovala výhybkou Z1 v km 1,850. Po roce 1989 se z dílen stala společnost Ponast, která ještě vlečku využívala pro odstavování železničních vozidel, v roce 2004 však byla vlečka zrušena a v roce 2008 byla z trati odstraněna i odbočná výhybka.
Během přívalových srážek, které zasáhly oblast ve dnech 24. a 25. června 2009, došlo v okolí zastávky k zanesení trati v délce 410 metrů naplaveninami, poškozena byla rovněž zpevněná hrana nástupiště.

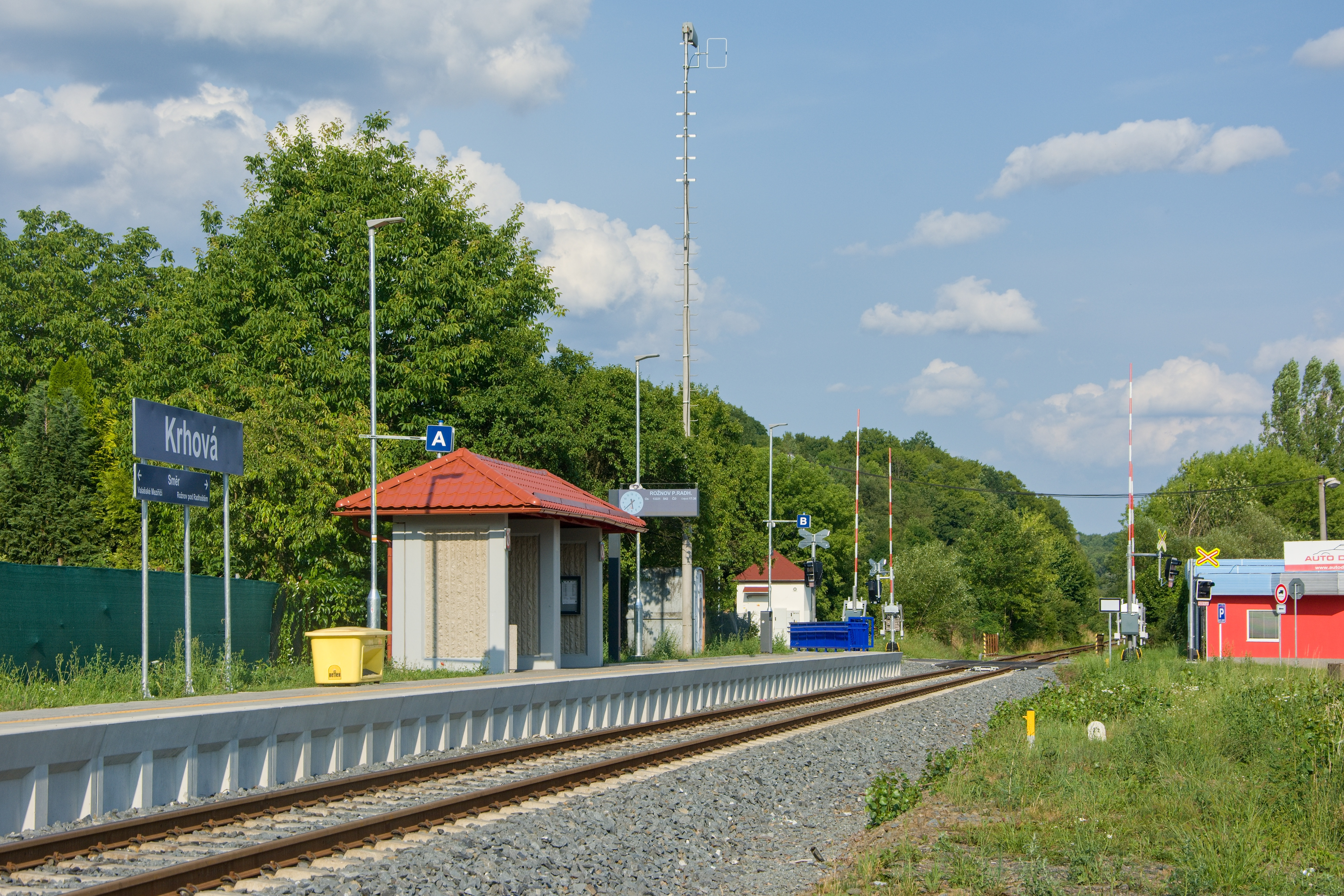
Celkový pohled na zastávku a přejezd

## Popis zastávky
V zastávce je u traťové koleje vybudováno nástupiště o délce 100 m (rozděleno na sektory A a B), nástupní hrana je ve výšce 550 mm nad temenem kolejnice. Cestující jsou o aktuálních jízdách vlaků informováni pomocí informačního panelu a rozhlasu, které jsou ovládány operátorem nebo výpravčím ze stanice Valašské Meziříčí.
U zastávky se v km 2,268 nachází přejezd P7412, kde trať kříží silnice III. třídy č. 05720. Přejezd je vybaven světelným přejezdovým zabezpečovacím zařízením se závorami.